# Współczynnik wypełnienia impulsu

Illustracja sygnału z różnym współczynnikiem wypełnienia

Współczynnik wypełnienia impulsu – stosunek czasu trwania impulsu do okresu tego impulsu.
{\displaystyle k_{w}={\frac {\tau }{T}}.}
Wyrażany jest w postaci ułamka (z zakresu od 0 do 1) lub w procentach. Jest określany dla sygnałów, które mają charakter okresowy. Współczynnik wypełnienia impulsu ma wówczas stałą wartość. Może się on zmieniać, gdy zmienia się sam sygnał.

## Współczynnik a moc

Stosunek powierzchni części zielonej do łącznej powierzchni zielonej i niebieskiej jest współczynnikiem wypełnienia impulsu

Czas trwania impulsu łatwo jest określić dla sygnału o przebiegu prostokątnym, ewentualnie trójkątnym. W przypadku bardziej złożonych przebiegów można posłużyć się inną definicją współczynnika wypełnienia: jest to stosunek rzeczywistej mocy impulsu do mocy maksymalnej.
Rzeczywista moc impulsu jest wówczas definiowana jako średnia moc impulsu po czasie (okresie). Jeżeli przebieg impulsu opisuje funkcja
{\displaystyle f(t),}
wówczas jego moc zmienia się zgodnie ze wzorem
{\displaystyle P(t)=[f(t)]^{2},}
a moc uśredniona po okresie {\displaystyle T}
{\displaystyle P_{s}={\frac {1}{T}}\int \limits _{0}^{T}{P(t)\operatorname {d} t}\quad \quad P_{s}={\frac {1}{T}}\int \limits _{0}^{T}{[f(t)]^{2}\operatorname {d} t}.}
Moc maksymalna jest zdefiniowana jako moc sygnału stałego o największej amplitudzie, jaką osiąga dany impuls
{\displaystyle P_{0}=[f_{\max(}t)]^{2}.}
Współczynnik wypełnienia można więc zapisać w postaci wzoru
{\displaystyle k_{w}={\frac {P_{s}}{P_{0}}},}
{\displaystyle k_{w}={\frac {1}{TP_{0}}}\int \limits _{0}^{T}{P(t)\operatorname {d} t}.}

## Przykłady wyznaczania współczynnika wypełnienia

Przebieg prostokątny o współczynniku wypełnienia 0,5

Jeżeli przebieg czasowy impulsu nie da się wyrazić analitycznie przez funkcję {\displaystyle f(t),} wówczas współczynnik wypełnienia może być obliczony metodami numerycznymi, na przykład Monte Carlo, lub oszacowany w inny sposób. Jeżeli znana jest postać funkcji {\displaystyle f(t),} współczynnik można obliczyć analitycznie. Dla sygnału stałego w czasie współczynnik wypełnienia jest równy 1, dla sygnału impulsowego, w którym impulsy są bardzo krótkie, {\displaystyle k_{w}\approx 0.}

### Przebieg prostokątny
Jest to najłatwiejszy przypadek dla obliczania współczynnika wypełnienia, ponieważ wówczas
{\displaystyle \int \limits _{0}^{T}{P(t)\operatorname {d} t}=P_{0}\tau ,}
gdzie τ jest czasem trwania pojedynczego impulsu. Wtedy wzór na współczynnik wypełnienia przyjmuje postać
{\displaystyle k_{w}={\frac {P_{0}\tau }{TP_{0}}}={\frac {\tau }{T}}.}

### Przebieg sinusoidalny

Przebieg sinusoidalny

Niech moc impulsu wyrażona jest wzorem
{\displaystyle P(t)=P_{0}|\sin(\omega t+\phi )|,}
gdzie:
{\displaystyle \omega =\pi /T} – częstość kołowa (tutaj okres jest dwukrotnie mniejszy niż w przypadku funkcji {\displaystyle /sin(t)}),
{\displaystyle \phi } – faza początkowa.
Można obliczyć rzeczywistą moc impulsu
{\displaystyle P_{s}={\frac {P_{0}}{T}}\int \limits _{0}^{T}{|\sin(\omega t+\phi )|\operatorname {d} t},}
{\displaystyle P_{s}=-{\frac {P_{0}}{T}}\cdot \left.{\frac {1}{\omega }}\cos(\omega t+\phi )\right|_{0}^{T},}
{\displaystyle P_{s}=-{\frac {P_{0}}{T}}\cdot {\frac {T}{\pi }}(-2)={\frac {2P_{0}}{\pi }}.}
Stąd współczynnik wypełnienia będzie miał wartość
{\displaystyle k_{w}={\frac {2}{\pi }}\approx 0{,}637.}